# Puerto Ordaz
Puerto Ordaz är en stad i Venezuela som tillsammans med den äldre orten San Felix bildar Ciudad Guayana. I Puerto Ordaz spelades matcher vid Copa América 2007 i fotboll.